# Philip Milanov
Philip Milanov (né le 6 juillet 1991 à Bruges) est un athlète belge, spécialiste du lancer de disque.

## Carrière
Son père Emil Milanov est un Bulgare qui s'est installé en Belgique en 1989.
En 2013, il dépasse pour la première fois les 60 m et obtient une 5e place lors des Championnats d'Europe espoirs à Tampere. Sa percée se fait en février 2014 avec un record national de 64,32 m, 8 cm de plus que l'ancien record qui datait de 13 ans, puis de 66,02 m à Hengelo en juin 2014.

### Records de Belgique et vice-champion du monde (2015)
Le 25 avril 2015 à Kessel-Lo, il établit son record, record de Belgique, à 66,43 m. Il remporte en juin à Héraklion la Première Ligue des Championnats d'Europe par équipes. En juillet, il s'impose au London Grand Prix qui fait partie de la Ligue de diamant 2015. Le 8 août 2015, toujours à Kessel-Lo, il porte son record national à 66,66 m. 
Le 29 août 2015, il devient vice-champion du monde et reçoit la médaille d'argent lors des Championnats du monde d'athlétisme 2015 à Pékin en établissant un nouveau record de Belgique en lançant le disque à 66,90 m.
Le 6 mai 2016, Milanov bat lors de la Doha Diamond League 2016 le record de Belgique avec un lancer à 67,26 m, devancé seulement par Piotr Małachowski.
Le 9 juillet 2016, il devient vice-champion d'Europe lors des Championnats d'Europe à Amsterdam avec un lancer à 65,71 m. En août, le Belge participe à la finale des Jeux olympiques de Rio mais la manque totalement et ne se classe que 9e avec 62,22 m. Après ces Jeux, il s'impose à l'Athletissima de Lausanne avec 65,61 m.

## Palmarès
| Date | Compétition                       | Lieu             | Résultat | Marque  |
| ---- | --------------------------------- | ---------------- | -------- | ------- |
| 2015 | Universiade                       | Gwangju          | 1er      | 64,15 m |
| 2015 | Championnats du monde             | Pékin            | 2e       | 66,90 m |
| 2016 | Championnats d'Europe             | Amsterdam        | 2e       | 65,71 m |
| 2016 | Jeux olympiques                   | Rio de Janeiro   | 9e       | 62,22 m |
| 2016 | Ligue de diamant                  | Ligue de diamant | 3e       | détails |
| 2017 | Championnats d'Europe par équipes | Vaasa            | 2e       | 63,27 m |
| 2017 | Ligue de diamant                  | Ligue de diamant | 4e       | 64,76 m |
| 2019 | Championnats d'Europe par équipes | Sandnes          | 2e       | 64,73 m |
| 2019 | Ligue de diamant                  | Ligue de diamant | 9e       | 60,84 m |
| 2021 | Coupe d'Europe des lancers        | Split            | 5e       | 62,59 m |

| Outdoor          | 2011 | 2012 | 2013 | 2014 | 2015 | 2016 | 2017 | 2018 |
| ---------------- | ---- | ---- | ---- | ---- | ---- | ---- | ---- | ---- |
| Lancer du poids  | -    | -    | -    | 2e   | 2e   | 1er  | 1er  | 1er  |
| Lancer du disque | 1er  | 1er  | 1er  | 1er  | 1er  | 1er  | 1er  | 1er  |

## Records
| Épreuve          | Performance  | Lieu | Date       |
| ---------------- | ------------ | ---- | ---------- |
| Lancer du disque | 67,26 m (NR) | Doha | 6 mai 2016 |

## Distinctions
- Spike d'Or 2015, 2017.